# Alšovo náměstí (Ostrava)
Alšovo náměstí je centrální náměstí v ostravském obvodu Poruba, pojmenované po českém malíři a ilustrátorovi Mikoláši Alšovi. Náměstí je rozdělené Hlavní třídou na dvě části. Jižní část s parčíkem, ve kterém je umístěna socha Hutníka od Antonína Ivanského, a okolními domy je součástí I. stavebního obvodu, nejstarší a nejvíce zdobené části sídliště Poruba vybudované v letech 1952–1955 ve stylu socialistického realismu. Severní část náměstí je součástí mladšího II. stavebního obvodu (1955–1960), ve kterém je již patrný odklon od tvrdé ideologické orientace v důsledku politických změn probíhajících po úmrtí Stalina. I zde se nacházejí reprezentativní obytné domy s mnoha klasicistními prvky, avšak zamýšlený projekt stalinského výškového domu již nebyl realizován. Ústřední dominantou náměstí se tak po přepracování projektu stal obytný dům Centrum navržený v letech 1956–1957 architekty Jiřím Petrusiakem a Zdeňkem Strnadelem z ostravského Stavoprojektu. Stavba byla dokončena na přelomu 50. a 60. let a svým utvářením dokumentuje přeměnu ideologické architektury směrem k tradici moderní architektury před II. světovou válkou. Dům je nad vstupním průčelím osazen figurativním reliéfem (1959–1963) olomouckého sochaře Vladimíra Navrátila pod názvem „Kosmický věk“, reagujícím na poststalinské uvolnění s příklonem k volnějšímu výrazu bruselského stylu. Na volném prostranství před tímto domem se každoročně konají porubské vánoční trhy a další společenské akce.
Náměstí je začleněno do Městské památkové zóny Ostrava-Poruba.

## Doprava
Na Alšově náměstí je zastávka po něm pojmenovaná, ze které jezdí autobusové linky 54, 58, 90 a 270.
V blízkosti se také nachází tramvajová zastávka Hlavní třída (linky 5, 7, 8, 17) a dopravní uzel Vozovna Poruba.